# Machuella ventrisetosa
Machuella ventrisetosa is een mijtensoort uit de familie van de Machuellidae. De wetenschappelijke naam van de soort is voor het eerst geldig gepubliceerd in 1961 door Hammer.